# Хомуськов, Василий Кириллович
Василий Кириллович Хомуськов (7 ноября 1923—1993) — спортивный организатор, журналист; Заслуженный работник физической культуры РСФСР.

## Биография
25 сентября 1939 года призван в Красную армию. С сентября 1941 года — в боях Великой Отечественной войны (Ленинградский, Северо-Кавказский фронты) в качестве командира взвода, заместителя командира батареи 849-го артиллерийского полка (294-я стрелковая дивизия), командира батареи 966-го артиллерийского полка (383-я стрелковая дивизия); был ранен в марте и сентябре 1942 года. В июне 1945 года служил начальником 4-й части Бауского уездного военкомата Латвийской ССР, капитан.
В 1952 году был комсоргом ЦК ВЛКСМ советской делегации на первых для советских спортсменов Олимпийских играх.
С марта 1957 года — первый главный редактор журнала «Спортивная жизнь России».
С 1 июля 1959 по 26 мая 1960 года — председатель Президиума Федерации хоккея СССР. С 1 июля 1959 года по 24 мая 1963 года — член Президиума Федерации хоккея СССР.
В последующем работал первым заместителем главного редактора еженедельника «Неделя».
Похоронен на Ваганьковском кладбище.

## Избранные сочинения
- Москва — Крым : Путешествие на автомобиле : [Фотопутеводитель] / сост. и авт. текста В. К. Хомуськов, авт. фот. В. С. Истомин. — М.: Планета, 1977. — 143 с.
- Хомуськов В. К. Всесоюзный день физкультурника / Науч.-метод. совет по физич. культуре и спорту Всесоюз. о-ва «Знание». — М.: Б. и., 1965. — 27 с. — (Материал в помощь лектору)
- Хомуськов В. К. Ленинский комсомол и советское физкультурное движение / Всесоюз. о-во «Знание». — М.: Знание, 1968. — 32 с. — (В помощь лектору / Науч.-метод. совет по пропаганде физ. культуры и спорта. Навстречу 50-летию ВЛКСМ)
- Хомуськов В. К., Царик В. Т. От первой к второй Спартакиаде народов СССР. — М. : Б. и., 1959. — 39 с. — ([Библиотечка пропагандиста физической культуры])
  -  — 2-е изд. — М.: Б. и., 1959. — 39 с.
- Царик В. Т., Хомуськов В. К.Ленинский комсомол и советское физкультурное движение. — М.: Б. и., 1958. — 28 с. — (В помощь пропагандисту физической культуры. К 40-летию ВЛКСМ)

## Награды
- орден Отечественной войны II степени (15.6.1945)[1]
- медаль «За оборону Кавказа» (26.9.1945)
- медаль «За победу над Германией в Великой Отечественной войне 1941—1945 гг.» (17.10.1945).
- Орден Трудового Красного Знамени (09.09.1971)[5]
- Медаль «За трудовое отличие» (27.04.1957) — «за успехи, достигнутые в деле развития массового физкультурного движения в стране, повышения мастерства советских спортсменов, и успешное выступление на международных соревнованиях»